# Otuken
Otuken (staroturško 𐰇𐱅𐰜𐰤:𐰖𐰃𐱁, latinizirano: Ötüken jïš, dob. 'Otukenski gozd', ali 𐰵𐱅𐰜𐰤:𐰘𐰼, Ötüken jer, 'Dežela Otuken', staroujgursko 𐰵𐱅𐰜𐰤:𐰘𐰃𐱁, Ötüken jïš, kitajsko: 於都斤) je bil prestolnica Prvega turškega kaganata in Ujgurskega kaganata. Mesto ima pomembno mesto v turški mitologiji in tengrizmu. Otukan (Ötüken) je tudi eno od imen Matere Zemlje. Nahaja se v okrožju Harhorin v provinci Övörhangai  v Mongoliji. 
Na ruševinah gokturške cesarske prestolnice je bil zgrajen Ordu-Balik, prestolnica Ujgurskega kaganata. 

## Otuken in narava
Po starodavnem prepričanju je bilo razpoloženje Jer-suja in Otuken mogoče videti v stanju dreves. Zdrava drevesa z obilo sadov so pomenila, da je Otuken zadovoljna z ljudmi. Molitev, posvečena Otuken, je bila običajno usmerjena k velikemu drevesu. 
Otuken je bila v središču vesolja. Njeno prebivališče je bilo v Srednji Aziji na planoti Hangan. Ta kraj se je imenoval "Domovina Otuken (Ötüken)". 

## Gora
Beseda Otuken je pomenila tudi sveto goro starih Turkov. Bilge kagan jo omenja v Orhonskih napisih kot "kraj, od koder je mogoče nadzirati plemena". Turki so verjeli, da iz te gore izvira sila, imenovana kut, ki je lokalnemu vladarju podelila božansko pravico, da vlada vsem turškim plemenom.
Čeprav ni bil nikoli natančno identificiran, se je Otuken verjetno raztezal od pogorja Hangaj v osrednji Mongoliji do gorovja Sajan v Tuvi, v središču katerega je dolina Orhon. Dolina je stoletja veljala za sedež cesarske oblasti v stepi. 

## Stari zapisi
Divan lugat at-Turk
Divan lugat at-Turk (Povzetek turških jezikov) Mahmuda al-Kašgarija: "Otuken (اتوكان) je ime kraja v puščavah dežele Tatarov. Kraj je v bližini dežele Ujgurov".
Orhonski napisi
Orhonski napisi jasno kažejo na svetost regije, kar dokazuje Konjujukova izjava: "Če ostaneš v deželi Otuken in od tam pošlješ karavane, ne boš imel težav. Če ostaneš v gorah Otuken, večno boš živel in vladal plemenom!"

## Vir
- C.E. Bosworth. ÖTÜKEN v: Encyclopaedia of Islam; Leiden. Digitale Edition.